# Fletcher BG-2
El Fletcher BG-2 fue una propuesta de bomba planeadora estadounidense diseñada por Fletcher Aviation en la Segunda Guerra Mundial.

## Diseño
El XBG-2 (Model 16) fue concebido por la compañía Fletcher como un planeador de madera con bomba, como un derivado de su anterior BG-1, a su vez basado en el avión de control de drones YCQ-1 de la compañía (una conversión de su poco exitoso entrenador FBT-2). Iba a usar dos fuselajes y los paneles alares externos del BG-1, unidos a una nueva sección alar central y un plano de cola conectando las dos aletas verticales, así como un carenado de TV bajo el intradós alar en la línea central o en el morro del fuselaje de estribor. El tren de aterrizaje principal se apoyaba sobre cuatro soportes principales, y cada fuselaje habría albergado una bomba de 907,18 kg (2000 libras).
Las USAAF ordenaron tres XBG-2 (números de serie 42-46902/4) en abril de 1942. Sin embargo, cuando las características de vuelo del BG-1 resultaron ser insatisfactorias, el 8 de septiembre del mismo año se canceló el contrato del BG-2, sin que ninguno llegara a completarse.

## Especificaciones
Referencia datos: Norton

### Características generales
- Longitud: 7,1 m (23,3 ft)
- Envergadura: 13,7 m (44,9 ft)
- Superficie alar: 19,3 m² (207,7 ft²)
- Peso vacío: 1103 kg (2431 lb)
- Peso cargado: 2962 kg (6528,2 lb)

### Rendimiento
- Velocidad de entrada en pérdida (Vs): 135 km/h (84 MPH; 73 kt)
- Máximo coeficiente de planeo: 10,9:1

### Armamento
- Bombas: 

  - 2 de 907,18 kg

## Aeronaves relacionadas

### Desarrollos relacionados
- Fletcher FBT-2

### Secuencias de designación
- Secuencia BG-_ (Bombas planeadoras del USAAC, 1942-1944): BG-1 – BG-2 – BG-3